# The Producers (série de televisão)
The Producers (em coreano:  프로듀사, Peurodyusa) é uma série de televisão sul-coreana exibida pela KBS2 em 2015, estrelado por Kim Soo-hyun, Cha Tae-hyun, Gong Hyo-jin e IU.

## Elenco
Protagonistas
| Ator/Atriz   | Personagem      |
| ------------ | --------------- |
| Kim Soo-hyun | Baek Seung-chan |
| Cha Tae-hyun | Ra Joon-mo      |
| Gong Hyo-jin | Tak Ye-jin      |
| IU           | Cindy           |